# Боб Еванс
Боб Овертон Еванс (19 серпня 1927 — 2 вересня 2004) — американський інженер в галузі електроніки, очолив в IBM розробку сумісних ЕОМ, змінивши цим самим розвиток комп'ютерної індустрії.
Здобув вищу освіту в Університеті міста Сіракузи, і в 1949 році захистив ступінь бакалавра в галузі електротехніки в Університеті штату Айова. У 1951 році він став молодшим розробником корпорації IBM і взяв участь в розробці перших суперкомп'ютерів. Вся подальша кар'єра Еванса була пов'язана з корпорацією IBM. У 1962 році він зайняв пост віце-президента з розробки і очолив підрозділ Data Systems Division, тобто став керівником усіх робіт, пов'язаних з комп'ютерами System/360. Архітектура, запропонована Евансом та його колективом використовується вже понад 40 років в мейнфреймах IBM. У 1972 році він був обраний віце-президентом IBM, в 1975 році зайняв пост президента підрозділу System Communications Division, а в 1977 році став віце-президентом IBM з питань розробки, програмування і технології. На додаток до своєї основної роботи, у 1974 році Еванс став членом Комітету партнерів і керівників вищої ланки супутникових систем, в який входили також представники Aetna, Comsat General і IBM. З 1981 по 1995 роки Еванс працював радником уряду Тайваня, де сприяв розвитку мікропроцесорної промисловості цієї країни
Боб Еванс помер 2 вересня 2004 року в Гіллзборо (Каліфорнія, США).

## Відзнаки та нагороди
- 1985 року Боба Еванса та його колег, Фреда Брукса і Еріха Блоха нагороджено Національної Медаллю з Технологій (США) — за розробку та архітектуру ЕОМ IBM System/360.[3]

- 1970 року Еванса обрано до Національної Інженерної Академії США.[4]

- 1991 року відзначений нагородою IEEE, як піонера комп'ютерної індустрії, за розробку сумісних ЕОМ.[5]

- 2004 року Еванса включено до Залу Слави Музею Комп'ютерної історії (Монтан-В'ю, Каліфорнія)."[6]